# Saint-Maurice-près-Crocq
Saint-Maurice-près-Crocq é uma comuna francesa na região administrativa da Nova Aquitânia, no departamento de Creuse. Estende-se por uma área de 14,1 km². Em 2010 a comuna tinha 101 habitantes (densidade: 7,2 hab./km²).